# Millingtonia
Millingtonia é um género botânico pertencente à família Bignoniaceae.

## Sinonímia
Nevrilis

### Espécies
São 21 espécies:
Millingtonia acuminata Millingtonia alba Millingtonia arnottiana
Millingtonia clematis Millingtonia congesta Millingtonia dilleniifolia
Millingtonia dubiosa Millingtonia ferruginea Millingtonia hortensis
Millingtonia integrifolia Millingtonia lanceolata Millingtonia nana
Millingtonia nitida Millingtonia pinnata Millingtonia pungens
Millingtonia quadripinnata Millingtonia sambucina Millingtonia semialata
Millingtonia simplicifolia Millingtonia stricta Millingtonia sumatrana